# Arizcuren
Arizcuren (oficialmente Arizcuren / Arizkuren) es un lugar del municipio español de Arce, en la Comunidad Foral de Navarra.

## Historia
Hacia mediados del siglo XIX, el lugar, ya por entonces perteneciente a Arce, tenía contabilizada una población de 33 habitantes. Aparece descrito en el Diccionario geográfico histórico de Navarra (1842) de Teodoro Ochoa de Alda con las siguientes palabras:

ARIZCUREN l. del vll. Arce, m. de S. situado á la izquierda y una leg. del rio Irati, en alto y pendiente, rodeado de sierras por todas partes: conf. por n. con Equiza á una leg, por s. con la sierra de Artanga, por e. con Ongoz y por o. con Artozquí á hora y ½: en algunos barrancos hai viñas y en las pequeñas llanuras se coge trigo, centeno y avena: abundancia de pastos: varias regatas que nacen en sus alturas y en las de Uli, bajan por medio de ambos lugares y se introducen en el rio Irati, que por los terminos de este entra en el vll. Longuida: hai una parroquia de San Pedro con su parroco y 33 a.
(Ochoa de Alda, 1842, pp. 22-23)

En 2023, la entidad singular de población tenía empadronados 19 habitantes.